# Puy de Paugnat
Le puy de Paugnat est un volcan de la chaîne des Puys, en Auvergne-Rhône-Alpes, à l'ouest de Volvic. Cône de scories relativement peu élevé, il a été exploité pendant une cinquantaine d'années pour sa pouzzolane sous la forme d'une carrière à ciel ouvert.

## Géographie
Le puy de Paugnat est situé dans le centre de la France, dans le nord de la chaîne des Puys. Il est entouré par le village de Paugnat au nord-est, celui de Moulet-Marcenat de la commune de Volvic à l'est, le puy de la Nugère au sud dont il est séparé par le bois Latia, les puys de la Gouly et de la Baneyre au sud-ouest, le puy de Pradet à l'ouest et le puy de Verrières au nord-ouest. Il est encadré par la départementale 16 au nord et le chemin de fer des lignes de Clermont-Ferrand à Limoges-Bénédictins, Brive-la-Gaillarde et le Mont-Dore au sud. Des sentiers et chemins en font le tour dont celui à l'est qui est emprunté par une variante du sentier de grande randonnée 441. Administrativement, il se trouve sur le territoire de la commune de Charbonnières-les-Varennes, dans le département du Puy-de-Dôme de la région Auvergne-Rhône-Alpes.
De forme arrondie, cette colline culmine à 898 mètres d'altitude. Contrairement à d'autres sommets volcaniques de la chaîne des Puys, il n'est pas couronné par un cratère. Ses pentes escarpées sont boisées à l'exception de son flanc nord-est. De ce côté, une carrière à ciel ouvert a extrait la pouzzolane qui compose le volcan. Au moment de sa fermeture en 2001, cette exploitation atteignait une superficie de 118 000 m2.

## Histoire
Le puy de Paugnat s'est formé au cours d'éruptions effusives. La date de sa dernière éruption est inconnue.
Pendant une cinquantaine d'années et jusqu'en 2001, son flanc nord-est a été exploité par une carrière.